# Giải vô địch bóng rổ thế giới 2023 (Bảng K)
Bảng K là một trong bốn bảng đấu trong vòng 2 của Giải vô địch bóng rổ thế giới 2023, diễn ra từ ngày 1 đến ngày 3 tháng 9 năm 2023, bao gồm 4 đội, 2 đội đứng đầu bảng E và 2 đội đứng đầu bảng F. Kết quả của giai đoạn vòng bảng cũng sẽ được tính vào bảng xếp hạng, các đội sẽ đối đầu với 2 đội của các bảng đấu khác. Tất cả các trận đấu của bảng diễn ra tại Nhà thi đấu Okinawa, Thành phố Okinawa, Nhật Bản. Hai đội đứng đầu bảng sẽ giành vé vào vòng cuối cùng, đội đứng thứ ba sẽ được phân vào các vị trí từ 9 đến 12, đội cuối bảng sẽ được phân vào các vị trí từ 13 đến 16.

## Các đội tuyển vượt qua giai đoạn vòng bảng
| Bảng đấu | Nhất bảng | Nhì bảng |
| -------- | --------- | -------- |
| E        | Đức       | Úc       |
| F        | Slovenia  | Gruzia   |

## Bảng xếp hạng
| VT | Đội      | ST | T | B | ĐT  | ĐB  | HS   | Đ  | Giành quyền tham dự |
| -- | -------- | -- | - | - | --- | --- | ---- | -- | ------------------- |
| 1  | Đức      | 5  | 5 | 0 | 467 | 364 | +103 | 10 | Tứ kết              |
| 2  | Slovenia | 5  | 4 | 1 | 442 | 409 | +33  | 9  | Tứ kết              |
| 3  | Úc       | 5  | 3 | 2 | 469 | 421 | +48  | 8  |                     |
| 4  | Gruzia   | 5  | 2 | 3 | 379 | 407 | −28  | 7  |                     |

## Các trận đấu
Tất cả các trận đấu được diễn ra theo (UTC+9).

### Đức vs Gruzia
| 1 tháng 9 năm 2023 17:30 | Chi tiết | Đức                                                            | 100–73 | Gruzia                                                                   |  | Nhà thi đấu Okinawa, Thành phố Okinawa Số khán giả: 5,852 Trọng tài: Ademir Zurapović (Bosna và Hercegovina), Omar Bermúdez (México), Martin Horozov (Bulgaria) |
| 1 tháng 9 năm 2023 17:30 | Chi tiết | Điểm mỗi set: 22–16, 21–25, 27–16, 30–16                       |        |                                                                          |  | Nhà thi đấu Okinawa, Thành phố Okinawa Số khán giả: 5,852 Trọng tài: Ademir Zurapović (Bosna và Hercegovina), Omar Bermúdez (México), Martin Horozov (Bulgaria) |
| 1 tháng 9 năm 2023 17:30 | Chi tiết | Điểm: Lô 18 Chụp bóng bật bảng: M. Wagner 6 Hỗ trợ: Schröder 7 |        | Điểm: Mamukelashvili 19 Chụp bóng bật bảng: Bitadze 6 Hỗ trợ: McFadden 7 |  | Nhà thi đấu Okinawa, Thành phố Okinawa Số khán giả: 5,852 Trọng tài: Ademir Zurapović (Bosna và Hercegovina), Omar Bermúdez (México), Martin Horozov (Bulgaria) |

### Slovenia vs Úc
| 1 tháng 9 năm 2023 21:10 | Chi tiết | Slovenia                                                      | 91–80 | Úc                                                                   |  | Nhà thi đấu Okinawa, Thành phố Okinawa Số khán giả: 6,307 Trọng tài: Matthew Kallio (Canada), Jorge Vázquez (Puerto Rico), Blanca Burns (Hoa Kỳ) |
| 1 tháng 9 năm 2023 21:10 | Chi tiết | Điểm mỗi set: 28–18, 21–22, 17–22, 25–18                      |       |                                                                      |  | Nhà thi đấu Okinawa, Thành phố Okinawa Số khán giả: 6,307 Trọng tài: Matthew Kallio (Canada), Jorge Vázquez (Puerto Rico), Blanca Burns (Hoa Kỳ) |
| 1 tháng 9 năm 2023 21:10 | Chi tiết | Điểm: Dončić 20 Chụp bóng bật bảng: Tobey 12 Hỗ trợ: Dončić 6 |       | Điểm: Giddey 25 Chụp bóng bật bảng: Giddey, Mills 8 Hỗ trợ: Giddey 4 |  | Nhà thi đấu Okinawa, Thành phố Okinawa Số khán giả: 6,307 Trọng tài: Matthew Kallio (Canada), Jorge Vázquez (Puerto Rico), Blanca Burns (Hoa Kỳ) |

### Úc vs Gruzia
| 3 tháng 9 năm 2023 16:30 | Chi tiết | Úc                                                        | 100–84 | Gruzia                                                                   |  | Nhà thi đấu Okinawa, Thành phố Okinawa Số khán giả: 6,126 Trọng tài: Matthew Kallio (Canada), Blanca Burns (Hoa Kỳ), Wojciech Liszka (Ba Lan) |
| 3 tháng 9 năm 2023 16:30 | Chi tiết | Điểm mỗi set: 23–17, 31–20, 25–30, 21–17                  |        |                                                                          |  | Nhà thi đấu Okinawa, Thành phố Okinawa Số khán giả: 6,126 Trọng tài: Matthew Kallio (Canada), Blanca Burns (Hoa Kỳ), Wojciech Liszka (Ba Lan) |
| 3 tháng 9 năm 2023 16:30 | Chi tiết | Điểm: Mills 19 Chụp bóng bật bảng: Kay 9 Hỗ trợ: Ingles 7 |        | Điểm: Bitadze 20 Chụp bóng bật bảng: Mamukelashvili 9 Hỗ trợ: McFadden 9 |  | Nhà thi đấu Okinawa, Thành phố Okinawa Số khán giả: 6,126 Trọng tài: Matthew Kallio (Canada), Blanca Burns (Hoa Kỳ), Wojciech Liszka (Ba Lan) |

### Đức vs Slovenia
| 3 tháng 9 năm 2023 20:10 | Chi tiết | Đức                                                                   | 100–71 | Slovenia                                                      |  | Nhà thi đấu Okinawa, Thành phố Okinawa Số khán giả: 6,634 Trọng tài: Ademir Zurapović (Bosna và Hercegovina), Jorge Vázquez (Puerto Rico), Omar Bermúdez (México) |
| 3 tháng 9 năm 2023 20:10 | Chi tiết | Điểm mỗi set: 11–25, 27–9, 30–18, 32–19                               |        |                                                               |  | Nhà thi đấu Okinawa, Thành phố Okinawa Số khán giả: 6,634 Trọng tài: Ademir Zurapović (Bosna và Hercegovina), Jorge Vázquez (Puerto Rico), Omar Bermúdez (México) |
| 3 tháng 9 năm 2023 20:10 | Chi tiết | Điểm: Schröder 24 Chụp bóng bật bảng: M. Wagner 8 Hỗ trợ: Schröder 10 |        | Điểm: Dončić 23 Chụp bóng bật bảng: Dončić 6 Hỗ trợ: Dončić 6 |  | Nhà thi đấu Okinawa, Thành phố Okinawa Số khán giả: 6,634 Trọng tài: Ademir Zurapović (Bosna và Hercegovina), Jorge Vázquez (Puerto Rico), Omar Bermúdez (México) |